# Badminton ai Giochi della XXVI Olimpiade
Gli incontri di badminton ai Giochi della XXVI Olimpiade furono disputati all'Università statale della Georgia dal 24 luglio al 1 agosto 1996.

## Podi

### Uomini
| Evento                      | Oro                                  | Argento                              | Bronzo                                    |
| Singolo maschile (dettagli) | Poul-Erik Høyer Larsen               | Dong Jiong                           | Rashid Sidek                              |
| Doppio maschile (dettagli)  | Indonesia Rexy Mainaky Ricky Subagja | Malaysia Cheah Soon Kit Yap Kim Hock | Indonesia Antonius Ariantho Denny Kantono |

### Donne
| Evento                       | Oro                | Argento                                 | Bronzo                      |
| Singolo femminile (dettagli) | Bang Soo-hyun      | Mia Audina                              | Susi Susanti                |
| Doppio femminile (dettagli)  | Cina Ge Fei Gu Jun | Corea del Sud Gil Young-ah Jang Hye-ock | Cina Tang Yongshu Qi Yiyuan |

### Misto
| Evento                  | Oro                                      | Argento                                  | Bronzo                   |
| Doppio misto (dettagli) | Corea del Sud Kim Dong-moon Gil Young-ah | Corea del Sud Park Joo-bong Ra Kyung-min | Cina Liu Jianjun Sun Man |

## Medagliere
| Posizione | Paese         |   |   |   | Totale |
| --------- | ------------- | - | - | - | ------ |
| 1         | Corea del Sud | 2 | 2 | 0 | 4      |
| 2         | Cina          | 1 | 1 | 2 | 4      |
| 2         | Indonesia     | 1 | 1 | 2 | 4      |
| 4         | Danimarca     | 1 | 0 | 0 | 1      |
| 5         | Malaysia      | 0 | 1 | 1 | 2      |
| Totale    | Totale        | 5 | 5 | 5 | 15     |